# Lucia Cormani
Lucia Cormani est une danseuse de ballet et chorégraphe italienne de la fin du XIXe siècle et du début du XXe siècle, une des fondatrices de la Royal Academy of Dance (en) à Londres. 

## Biographie
Peu d'éléments sur sa vie personnelle ont été conservés. Elle est probablement née vers 1854 et morte peu après 1934. Élève de La Scala de Milan, elle arrive à Londres en 1886.
Son nom apparaît sur des affiches de spectacles de ballet à Berlin, Bruxelles, Saint-Pétersbourg, Guatemala City, Boston (1883) ou encore New York (1884). En 1889, elle est la prima ballerina assoluta dans Cendrillon, Ladybird, Ladybird et Fly Away Home au Her Majesty's Theatre de Londres et en 1900, elle danse le rôle de Canio dans Pagliacci lors d'une production du Metropolitan Opera à Philadelphie.
En raison de sa grande taille musclée, elle est choisie à plusieurs reprises comme danseuse de parodie (une femme habillée en homme) - par exemple en tant que chef de pirate masculin dans le ballet Algeria en 1887, et en tant que sorcier dans Enchantment. De tels rôles étaient parfois ajoutés pour effet dans les ballets sans être correctement intégrés à l'intrigue.
En 1903, elle chorégraphie une production de Carmen pour l'Alhambra Theatre de Londres. Elle a également enseigné, utilisant la scène de l'Alhambra puisqu'elle n'avait pas de studio personnel. En 1920, elle collabore avec quatre autres grands danseurs, Adeline Genée, Tamara Karsavina, Edouard Espinosa et Phyllis Bedells pour former l'Association des professeurs de danse lyrique, qui deviendra plus tard la Royal Academy of Danse. 
Elle retourne dans les années 1930 en Italie où sa trace se perd.
Ses lettres rassemblées se trouvent au London Theatre Museum (en) et il y a des dizaines de photographies de Cormani à la National Portrait Gallery.